# Guajará-Mirim
Guajará-Mirim là một đô thị thuộc bang Rondônia, Brasil. Đô thị này có diện tích 24856 km², dân số năm 2007 là 39451 người, mật độ 1,59 người/km².